# Élections au Parlement valencien de 2007
Les élections au Parlement valencien de 2007 (en catalan : Eleccions a les Corts Valencianes de 2007, en espagnol : Elecciones a las Cortes Valencianas de 2007) se tiennent le dimanche 27 mai 2007, afin d'élire les 99 députés de la VIIe législature du Parlement valencien pour un mandat de quatre ans.

## Mode de scrutin
Le Parlement valencien (Corts valencianes) est une assemblée parlementaire monocamérale constituée de 99 députés (diputats) élu pour une législature de quatre ans au suffrage universel direct selon les règles du scrutin proportionnel d'Hondt par l'ensemble des personnes résidant dans la communauté autonome où résidant momentanément à l'extérieur de celle-ci, si elles en font la demande.

### Convocation du scrutin
Conformément à l'article 23 du statut d'autonomie de la Communauté valencienne, le Parlement est élu pour un mandat de quatre ans. L'article 14 de loi électorale valencienne du 1er mars 1987 précise que les élections sont convoquées au moyen d'un décret du président de la Généralité valencienne, publié au Journal officiel, et que le scrutin se tient entre 54 et 60 jours à compter de la publication du décret.

### Nombre de députés par circonscription
L'article 23 du statut d'autonomie prévoit que « le Parlement valencien sera constitué d'un nombre de députés qui ne sera pas inférieur à 99 ». L'article 11 de la loi électorale attribue à chaque circonscription 20 sièges d'office, les 39 mandats restant étant distribués en fonction de la population provinciale. L'article 10 énonce effectivement que « lors des élections au Parlement valencien, chaque province formera une circonscription électorale. ».
Le décret de convocation des élections, publié le 3 avril 2007, dispose que la circonscription d'Alicante se voit attribuer 35 députés, la circonscription de Castellón 24 députés et la circonscription de Valence 40 députés.

### Présentation des candidatures
Peuvent présenter des candidatures, : 
- les partis et fédérations de partis inscrits auprès des autorités ;
- les coalitions de partis et/ou fédérations inscrites auprès de la commission électorale au plus tard dix jours après la convocation du scrutin ;
- les groupes d'électeurs bénéficiant du parrainage d'au moins 1 % des électeurs de la circonscription.

### Répartition des sièges
Seules les listes ayant recueilli au moins 5 % des suffrages valides dans l'ensemble de la communauté autonome peuvent participer à la répartition des sièges à pourvoir dans une circonscription, qui s'organise en suivant différentes étapes : 
- les listes sont classées en une colonne par ordre décroissant du nombre de suffrages obtenus ;
- les suffrages de chaque liste sont divisés par 1, 2, 3... jusqu'au nombre de députés à élire afin de former un tableau ;
- les mandats sont attribués selon l'ordre décroissant des quotients ainsi obtenus[8].

## Campagne

### Principales forces politiques
| Force politique | Force politique                                                    | Force politique | Chef de file                                 | Idéologie                                                                     | Résultats en 2003          |
| --------------- | ------------------------------------------------------------------ | --------------- | -------------------------------------------- | ----------------------------------------------------------------------------- | -------------------------- |
|                 | Parti populaire Partit Popular                                     | PP              | Francisco Camps (Président de la Généralité) | Centre droit à droite Libéral-conservatisme, démocratie chrétienne, unionisme | 47,9 % des voix 48 députés |
|                 | Parti socialiste ouvrier espagnol Partit Socialista Obrer Espanyol | PSOE            | Joan Ignasi Pla                              | Centre gauche Social-démocratie, progressisme, valencianisme                  | 36,5 % des voix 35 députés |
|                 | Compromís pel País Valencià                                        | CPV             | Glòria Marcos                                | Gauche radicale Écosocialisme, républicanisme, valencianisme                  | 11,2 % des voix 6 députés  |
|                 | Union valencienne Unió Valenciana                                  | UV              | José Manuel Miralles (ca)                    | Droite Conservatisme, blavérisme, valencianisme                               | 3,0 % des voix 0 député    |

### Thèse d'une manipulation médiatique
Dans sa thèse de doctorat, présentée le 14 juillet 2008 à l'université de Valence et basée sur l'étude des journaux d’information de la chaîne télévisée régionale Canal Nou, Yolanda Verdú Cueco conclut que son « hypothèse principale, selon laquelle des mécanismes de manipulation intentionnels concernant le thème de l'eau et de l'urbanisme au cours des six mois précédant les élections autonomiques [de 2007] se trouve confirmée » et que « la manipulation informative a constitué un élément supplémentaire en faveur de l'alternative électorale du PP », bien que la méthode de l’étude réalisée ne permette pas d'évaluer le possible impact en termes de votes,.

## Résultat

### Total régional
| Représentation en hémicycle sur un axe gauche-droite du résultat. |                                          |           |       |      |        |               |  |  |
| Partis                                                            | Partis                                   | Voix      | %     | +/-  | Sièges | +/-           |  |  |
|                                                                   | Parti populaire (PP)                     | 1 277 458 | 53,27 | 5,37 | 54     | 6             |  |  |
|                                                                   | Parti socialiste ouvrier espagnol (PSOE) | 838 987   | 34,99 | 1,53 | 38     | 3             |  |  |
|                                                                   | Compromís pel País Valencià (CPV)        | 195 116   | 8,14  | 3,08 | 7      | 1             |  |  |
|                                                                   | Union valencienne (UV)                   | 22 789    | 0,95  | 2,08 | 0      | en stagnation |  |  |
|                                                                   | Autres                                   | 63 756    | 2,66  | –    | 0      | en stagnation |  |  |
|                                                                   |                                          |           |       |      |        |               |  |  |
| Votes valides                                                     | Votes valides                            | 2 398 106 | 97,93 |      |        |               |  |  |
| Votes blancs                                                      | Votes blancs                             | 34 348    | 1,40  |      |        |               |  |  |
| Votes nuls                                                        | Votes nuls                               | 16 376    | 0,67  |      |        |               |  |  |
| Total                                                             | Total                                    | 2 448 830 | 100   | –    | 99     | 10            |  |  |
| Abstentions                                                       | Abstentions                              | 1 042 535 | 29,86 |      |        |               |  |  |
| Inscrits / Participation                                          | Inscrits / Participation                 | 3 491 365 | 70,14 |      |        |               |  |  |

### Par circonscription
|             |             |           |           |        |               |         |         |        |        |           |           |        |               |  |  |  |  |
| Sièges      | Sièges      | 35        | 35        | 35     | 5             | 24      | 24      | 24     | 1      | 40        | 40        | 40     | 4             |  |  |  |  |
|             |             |           |           |        |               |         |         |        |        |           |           |        |               |  |  |  |  |
|             |             | Nombre    | Nombre    | %      | %             | Nombre  | Nombre  | %      | %      | Nombre    | Nombre    | %      | %             |  |  |  |  |
| Inscrits    | Inscrits    | 1 187 034 | 1 187 034 | 100,00 | 100,00        | 408 670 | 408 670 | 100,00 | 100,00 | 1 895 661 | 1 895 661 | 100,00 | 100,00        |  |  |  |  |
| Abstentions | Abstentions | 379 313   | 379 313   | 31,95  | 31,95         | 120 401 | 120 401 | 29,46  | 29,46  | 542 821   | 542 821   | 28,63  | 28,63         |  |  |  |  |
| Votants     | Votants     | 807 721   | 807 721   | 68,05  | 68,05         | 288 269 | 288 269 | 70,54  | 70,54  | 1 352 840 | 1 352 840 | 71,37  | 71,37         |  |  |  |  |
| Nuls        | Nuls        | 6 317     | 6 317     | 0,78   | 0,78          | 2 376   | 2 376   | 0,82   | 0,82   | 7 683     | 7 683     | 0,57   | 0,57          |  |  |  |  |
| Blancs      | Blancs      | 11 531    | 11 531    | 1,43   | 1,43          | 4 619   | 4 619   | 1,60   | 1,60   | 18 198    | 18 198    | 1,35   | 1,35          |  |  |  |  |
| Exprimés    | Exprimés    | 789 873   | 789 873   | 97,79  | 97,79         | 281 274 | 281 274 | 97,58  | 97,58  | 1 326 959 | 1 326 959 | 98,08  | 98,08         |  |  |  |  |
|             |             |           |           |        |               |         |         |        |        |           |           |        |               |  |  |  |  |
| Partis      | Partis      | Voix      | %         | Sièges | +/-           | Voix    | %       | Sièges | +/-    | Voix      | %         | Sièges | +/-           |  |  |  |  |
|             | PP          | 415 016   | 52,54     | 19     | 3             | 140 982 | 50,12   | 12     | 1      | 721 460   | 54,37     | 23     | 4             |  |  |  |  |
|             | PSOE        | 293 073   | 37,10     | 14     | 2             | 108 653 | 38,63   | 10     | 1      | 437 261   | 32,95     | 14     | en stagnation |  |  |  |  |
|             | CPV         | 54 261    | 6,87      | 2      | en stagnation | 22 205  | 7,89    | 2      | 1      | 118 650   | 8,94      | 3      | en stagnation |  |  |  |  |
|             | Autres      | 27 523    | 3,48      |        |               | 9 434   | 3,35    |        |        | 49 588    | 3,74      |        |               |  |  |  |  |